# Ucsiha Szaszuke
Ucsiha Szaszuke (うちはサスケ; Hepburn: Sasuke Uchiha) egy kitalált szereplő Kisimoto Maszasi Naruto című manga- és animesorozatában. Szaszuke a sorozat címszereplőjének, Uzumaki Narutónak a riválisaként és ellenpárjaként született. Kisimoto számára eleinte nehézséget okozott Szaszuke megrajzolása annak megjelenése miatt, de idővel megkedvelte a szereplő kinézetét és vonásait.
A sorozatban Szaszuke az Ucsiha klán, egy magasan képzett nindzsákból álló család tagja, akik Avarrejtek falujának szövetségesei. A Szaszukét a sorozatban leginkább motiváló erő, hogy megbosszulja klánjának legyilkolását testvérén, Ucsiha Itacsin. Bár eleinte igen rideg és távolságtartó szereplő volt, akit csak a düh hajtott, a történet előrehaladtával egyre érzékenyebb jellemmé válik csapattársaival, elsősorban Uzumaki Narutóval való kapcsolata folytán. Szaszuke a Naruto-sorozathoz kapcsolódó és annak részét képező több animációs filmben, OVA-epizódban valamint videójátékban is szerepelt.
Szaszukét több dicsérő és negatív kritika is érte a mangákkal és animékkel foglalkozó média részéről. Rideg és közömbös jelleme miatt többen a főhős tipikus riválisaként, sztereotip sónen-szereplőkként ítélték meg. Személyiségét több negatív kritika is érte amiért az olvasó nem tud igazán azonosulni vele; az IGN ismertetője Szaszukét viccesen csak emo-kölyöknek nevezte. Ezek ellenére azonban Szaszuke igen népszerű a Naruto olvasói között, mely a szavazások alkalmával is kitűnik. Népszerűségének köszönhetően számos őt mintázó reklámtermék, köztük akció- és plüssfigurák is készültek.

## A szereplő megalkotása és az alapelgondolás
Kisimoto Maszasi eredeti terveiben nem szerepelt Ucsiha Szaszuke, vagy egy hozzá hasonló szereplő megteremtése. Szaszuke azután született meg, hogy Kisimoto és szerkesztője a Naruto jövőjéről beszélgettek. A tárgyalás vége az lett, hogy szerkesztője utasította Kisimotót, hogy alkosson meg egy rivális szereplőt a sorozat főhősének, Uzumaki Narutónak. Ez a rivális végül Szaszukéban testesült meg. Hogy ötletet merítsen egy hatásos rivális megalkotásához, Kisimoto számos mangát elolvasott és az egymással versengő szereplők közötti, általa ideálisnak ítélt kapcsolati elemeket végül eggyé gyúrta össze. Mivel Szaszuke egyben Naruto ellenpárja is, Kisimoto mindig ügyel rá, hogy ne ruházza fel a szereplőt túl sok érzelemmel. Szaszukében mint a „rideg csodagyerek” személyében Kisimoto véleménye szerint sikerült megalkotni a tökéletes riválist.
Szaszuke külsejének megtervezése némi problémát jelentett Kisimoto számára. Mivel nem rendelkezett konkrét elképzeléssel Szaszuke arcáról, a szereplőt végül túl idősnek rajzolta meg Narutóval való kortársaihoz képest. Szaszuke arcának megtervezése után annak ruházata következett. A részletek iránti rajongása miatt, Kisimoto eredeti ötlete szerint Szaszuke több nyakláncot viselt volna, valamint kötéseket karján és lábán. Mivel azonban rájött, hogy egy ilyen bonyolult szereplőt képtelen lenne határidőn belül megrajzolni a heti megjelenésekhez, Kisimoto leegyszerűsítette Szaszuke öltözetének dizájnját Naruto ruházatának kontrasztjára.
Az egyszerűsítés ellenére Szaszuke továbbra is a legnehezebben megrajzolható szereplő maradt Kisimoto számára. Rajzolás közben Kisimoto gyakran vét hibákat, melyek folytán Szaszuke fiatal mivolta elvész. Ez Kisimoto abban való tapasztalatlanságának az oka, hogy korukhoz képes érettebb szereplőket rajzoljon. Szaszuke haja a sorozat elején rövidebb volt, hogy ezzel is időt takarítson meg Kisimoto, de idővel és a történet előrehaladtával egyre hosszabb és hosszabb lett, így a Szaszuke megrajzolásába fektetett idő is. Az Első rész közepén Kisimoto változtatásokat hajtott végre Szaszuke öltözékén: eredeti ötletéhez hasonlóan szíjakat rajzolt a szereplő karjára és lábára. Mivel azonban így Szaszuke megrajzolása még több idejét emésztette fel, Kisimoto végül visszatért a szereplő korábbi öltözékéhez. A sok idő és energia ellenére, amit a szereplő megrajzolása igényel, végül Szaszuke lett Kisimoto egyik kedvenc szereplője, akinek rajzolásában is örömét lelei.
Mikor Kisimoto újratervezte Szaszukét a Második rész számára, elsődleges célja volt, hogy a fiúnak „menő” külsőt adjon. Megpróbálta Orocsimaru öltözékét átültetni Szaszukéra, így például Szaszuke derekára simenavát tekert. Kisimoto egyéb ruhákat is, így például garbót és katonai egyenruhát is kipróbált Szaszukén, hogy egyfajta rendezettséget sugározzon a szereplő, de végül a japán-stílusú öltözéknél maradt.

## A szereplő ismertetése

### Háttere
Szaszuke korai gyermekkorában, ahogyan azt a Naruto huszonötödik kötete elmeséli, bátyja, Ucsiha Itacsi árnyékában élt, aki az Ucsiha klán csodagyermekének számított. Hogy őt is észrevegyék és hogy elnyerje szülei figyelmét, Szaszuke kitartó edzésbe kezdett. A fiatal fiú képtelen volt utolérni bátyja ügyességét, aki ugyanakkor az egyetlen személy is volt, aki elismerte Szaszuke igyekezetét és azt, amit elért. Idővel Itacsi eltávolodott klánjától és kiesett családja bizalmából is, akik így egyre inkább Szaszukében vélték felfedezni klánjuk jövőjét.
Nem sokkal azután, hogy családja végre kezdte befogadni őt, az egész klánját lemészárolták. A gyilkosa pedig saját bátyja, Itacsi volt. Miközben Szaszuke menekülni próbált, Itacsi azt mondta neki, hogy valójában soha nem szerette őt. Azáltal, hogy úgy hitte testvére még arra sem tartotta méltónak, hogy klánjával együtt végezzen vele, Szaszuke a gyűlölettől és bosszúvágytól hajtva egyre erősebbé és ügyesebbé akart válni. Szaszuke így annak szentelte életét, hogy meggyilkolja bátyját és megbosszulja annak tettét. Évekkel később, a Második rész folyamán Szaszukében kezdenek kétségek ébredni, hogy valójában mi is történet azon az éjjelen, mikor családját lemészárolták. Az igazságra azonban csak Itacsi halála után derül fény: a klán legyilkolását Avarrejtek vezetői rendelték el.

### Kapcsolatai és személyisége
Első megjelenése alkalmával, a 7-es Csapathoz való csatlakozásakor Szaszuke igen távolságtartó és lenéző társaival szemben. Úgy érzi, hogy képességei jóval meghaladják a többiekéit, ezért aztán nem is hajlandó együttműködni Uzumaki Narutóvak és Haruno Szakurával, mivel ez semmivel sem segítené célja elérésében, hogy megölje Itacsit. Előítéletei azonban hamar hibásnak bizonyulnak: Szakura számos értékes információval rendelkezik, a Narutoval való rivalizálása pedig ösztönzően hat a fiúra. Bár saját felsőbbrendűségébe vetett hite megmarad az egész sorozat alatt, ugyanakkor Szaszuke elfogadja barátai segítségét is az Első rész folyamán. Érzelmileg egyre közelebb kerül másokhoz, és idővel még életet is hajlandó kockáztatni barátaiért, annak ellenére, hogy halála meghiúsítaná bosszúját Itacsi ellen.
Bár Szaszuke némiképp megbarátkozik a boldog élettel Avarrejtekben, de soha nem hagyja, hogy ez eltántorítsa eredeti céljától. Az Első rész során Szaszuke többek között Haku és Gára ellen is harcol, valamint nála sokkal erősebb nindzsákkal is összeméri az erejét, hogy felderítse saját gyengeségeit. Képességeibe vetett önelégültsége ellenére Naruto idővel gyorsabban kezd fejlődni és jobb eredményeket elérni. Ez, valamint gyors veresége az Itacsival vívott küzdelme során megingatja eddigi szilárd hitét saját képességeiben és fejlődésében. Barátait egyre inkább ellenfelekként kezdi kezelni.
Mivel egyre elégedetlenebb a faluban való fejlődésével és mivel úgy hiszi, hogy Orocsimaru segíhet neki, hogy elég erős legyen Itacsi legyőzéséhez, Szaszuke az Első rész végén elhagyja Avarrejteket. Naruto megpróbálja megállítani őt, Szaszuke pedig, akinek Itacsi azt mondta, hogy csak akkor válhat erősebbé, ha megöli a legközelebbi barátját, Naruto életére tör. Végül azonban elveti ezt a gondolatot, mivel úgy gondolja Itacsi pont ezt akarja kikényszeríteni belőle, és tovább indul, hogy felkutassa Orocsimarut. Az Orocsimaruval töltött két és fél év alatt Szaszuke még jobban bátyja meggyilkolásának megszállottja lett, és még testét is képes lett volna átadni Orocsimarunak, ha így meg tudja ölni Itacsit, de végül Orocsimaru ellen fordul, mikor arra a következtetésre jut, hogy az nem taníthat neki már semmi hasznosat. Miután Itacsi meghal a vele folytatott küzdelemben, s rá kell döbbennie, hogy bátyját annak idején Avarrejtek felső vezetése manipulálta. Szaszukét elhagyja minden gyűlölete, amit eddig Itacsi iránt érzett és megfogadja, hogy elpusztítja Avarrejteket.

### A sorozatban való szereplésének áttekintése
Az Első rész első felében Szaszuke leggyakrabban a 7-es Csapat kötelékében szerepel. Az Orocsimaruval való találkozása után, aki egyre jobban befolyása alá vonja a fiút, Szaszuke egyre jobban eltávolodik Narutótól és Szakurától, saját ellenfelekkel küzd és egyedül edz Kakasival. Itacsi visszatérése és a kettejük küzdelmében elszenvedett gyors veresége után Szaszuke elégedetlenné válik azzal, amit eddig a 7-es Csapatban elsajátíthatott. Abban bízik, hogy Orocsimaru képes lesz megtanítani neki azt, ami Itacsi meggyilkolásához szükséges és ennek érdekében elhagyja Avarrejteket. Naruto követi őt, hogy visszavigye a faluba és a kettejük találkozása harcba torkollik. Bár Szaszuke a harc során megpróbálja megölni Narutót, végül azonban úgy dönt, hogy folytatja útját Orocsimaruhoz, hogy annak segítségével bármi áron nagyobb erőre tegyen szert.
Két és fél év múlva, mikor Szaszuke úgy érzi, hogy már mindent elsajátított amit új mestere taníthat neki, Orocsimaru ellen fordul, mielőtt az ellophatta volna a fiú testét. Orocsimaru megpróbálja felcserélni kettejük testét, de Szaszukénak sikerül visszafordítania a folyamatot és magába zárnia Orocsimarut. Szaszuke ezután ismét Itacsi felkutatására indult és megalapítja a Kígyó nevű szervezetet Hózuki Szuigecuval, Karinnal és Dzsúgoval, hogy ebben segítségére legyenek. Miután Itacsi nyomára találnak, Szaszuke elhagyja a csapatot, hogy egyedül végezzen bátyjával. A hosszas küzdelem végén, miután Szaszuke megölte Itacsit, Ucsiha Madara a szárnyai alá veszi, akitől megtudja, hogy bátyja Avarrejtek parancsára gyilkolta le klánját, és az ő életét valójában testvéri szeretetből kímélte meg. Szaszukén erős fájdalom lesz úrrá mikor megtudja, hogy bátyja valójában jó ember volt. Visszatér csapatához, akiket átkeresztel Sólyomra és megfogadja, hogy elpusztítja Avarrejteket. Szaszuke és csapata ezután az Akacukival való közös céljaik érdekében megpróbálja elfogni a nyolcfarkú bestiát, akit a Killer Bee nevű férfi birtokolt. Ezen küldetésük azonban csak látszólag jár sikerrel. Mikor Madara elmondja neki, hogy Pain már elpusztította a falut, akkor Szaszuke elhatározza, hogy beoson a kagék találkozójára és megöli az újdonsült hokagét, Danzót. Ugyan a terve balul sül el, de egy későbbi küzdelemben végez Danzóval.

### Képességei és készségei

Ucsiha Szaszuke használja a Csidorit

Szaszuke a sorozat folyamán mindig könnyűszerrel sajátított el új nindzsa-képességeket. A Naruto kezdetén a fiú már birtokolja az Ucsiha klán egyik védjegyének számító tűzokádó és fegyver-alapú technikákat, melyek gyakorlásában a továbbiakban még nagyobb tapasztalatra tesz szert. Az Ucsiha vérvonalnak köszönhetően örökölt képességek közül, Szaszuke leggyakrabban a Saringant alkalmazza. Ez a képesség a fiú szeméhez kötődik és számos előnyt biztosít számára a harcok során. Szaszuke Saringanja folyamatosan fejlődik az Első rész alatt. Kezdetben még csak a gyorsan mozgó tárgyakat és személyeket képes követni vele és kiszámítani azok jövőbeli helyzetét. A Második részben már arra is képes használni a Saringant, hogy illúziókat hozzon létre és ezzel megzavarja ellenfelét. Szaszuke Saringanja Itacsi halálakor éri el ereje csúcsát; egy hozzá közel álló személy halála árán, Szaszukében felébred a Mangekjó Saringan, mely felruházza őt testvére Amateraszu tűz-technikájával.
Orocsimaru befolyása szintén hatással volt Szaszuke képességeire. Első találkozásuk alkalmával az Első részben, Szaszuke megkap egy átokbillogot, mely rövid időre hatalmas erővel és gyorsasággal ruházza fel. Szaszuke igen gyakran használja ezt a jelet, melynek következményeképpen mikor eléri annak második szintjét külseje drámai változásokon megy keresztül. Orocsimarut és annak átkozott jelét végül Itacsi távolítja el Szaszuke testéből végső összecsapásuk során. Orocsimaru felügyelete alatt való edzései során testileg való megerősödése mellett Szaszuke egyéb képességekre is szert tett, így megtanult kígyókat idézni is. Az Orocsimaru által tanított technikákon kívül Szaszuke elsajátította Orocsimaru néhány egyéb képességéit is az idő alatt, mikor testébe zárta őt. Ezáltal sérülése rövid idő alatt begyógyulnak és akár új testet is képes magának létrehozni.
Mielőtt még Szaszuke elhagyta volna Avarrejteket, tanára, Hatake Kakasi megtanította neki, hogyan használja a Csidorit, egy villám-alapú csakrát, mely gyors és elsöprő támadásokra alkalmas. Az Első rész során Szaszuke ezt a támadást napi kétszer volt képes alkalmazni, ebben való fejlődése a Második részben egyelőre ismeretlen. Magának a Csidorinak a használta helyett Szaszuke annak alapjait felhasználva egész sor más technikát fejlesztett ki. Ezek közül az első volt, hogy a testében gerjesztett elektromosságot pajzsként használta fel, majd pedig ezt az erőt a csokutójába átvezetve erősítette fel annak vágóerejét. Később azt is megtanulta, hogy hogyan tudja ezt az elektromosságot megszilárdítani és ezzel például kardját meghosszabbítani. A Csidoriból kifejlesztett legerősebb, Kirinnek (麒麟) nevezett technikája segítségével képes megzabolázni a természetes villámokat és támadásra felhasználni őket.

## Megjelenése a manga- és animesorozaton kívül
Szaszuke számos helyen feltűnt a manga- és animesorozaton kívül is. Szereplője az első kettő, a sorozathoz kapcsolódó animációs filmnek, bár a másodikban csupán egy visszaemlékezésben tűnik fel. A Második rész során az első szereplése a második Naruto sippúden filmben látható. Szaszuke szereplője mind a négy OVA-epizódnak. Az elsőben Narutóval és Konohamaruval egy négylevelű lóherét keresnek. A második epizódban csapatával a Sibuki nevű nindzsát kell biztonságban eljuttatniuk a falujába és segíteniük neki legyőzni azt az elveszett nindzsát, aki ellopta a falu „Hős-vizét”. A harmadikban pedig Szaszuke egy bajnokságon vesz részt.
Szaszuke szinte mindegyik Naruto-videójátéknak választható karaktere, így a Clash of Ninja-sorozatnak és a Ultimate Ninja-sorozatnak is. Néhány játékban lehetséges az átkozott jelet viselő változatával is játszani a szereplőnek. Mivel Szaszuke a Naruto sippúden korai fejezeteiben és epizódjaiban nem játszik jelentős szerepet, a Naruto sippúdenen alapuló játékok közül elsőként csak a Gekitou Ninja Taisen EX 2-ben szerepel.

## Kritikák és a szereplő megítélése
Szaszuke a Sónen Jump minden népszerűségi szavazásán az első öt szereplő között végzett. Bár helyezései általában a harmadik és negyedik hely között váltakozotak, kétszer az első is volt. Yuri Lowenthal, Szaszuke angol szinkronhangja, egy interjúban úgy nyilatkozott, hogy számára igen megtisztelő Szaszuke bőrébe bújni, még annak ellenére is, hogy munkája igen nagy feszültséggel jár az igencsak kritikus rajongótábor miatt. Emellett kiemelte, hogy első benyomása a szereplőről az volt, hogy egy nagyon komoly és a harci kiképzésnek elkötelezett fiú, de később felfedezte a háttérben meghúzódó fájdalmat és annak forrását is. Szaszuke népszerűsége miatt számos őt mintázó reklámtermék és játék készült, köztük plüssfigurák, kulcstartók, és több játékfigura is.
Számos, a mangákkal, animékkel, videójátékokkal és egyéb kapcsolódó ágazatokkal foglalkozó média illette pozitív, illetve negatív kritikával a szereplőt. Az IGN Szaszukét rideg és komoly természete miatt „az ügyeletes emo-kölyöknek” nevezte és emiatt úgy vélte nehéz azonosulni vele. A GameSpot dicsérettel adózott Szaszuke „rosszfiús”-szerepkörének, de személyiségéről az IGN-hez hasonlóan vélekedett. A T.H.E.M. Anime Reviews véleménye szerint Szaszuke a sónen mangák sztereotip „rivális”-szereplőinek egyike a sok közül, és akárcsak a sorozat több szereplője, ő sem igazán szerethető. A rajongók nagy arányú érdeklődése miatt a szereplő ismételt megjelenését illetően a Második rész anime-változatában a Naruto sippúden alkotói már a sorozat kezdete előtti előzetesben szerepeltették Szaszukét, bár a manga Második részben a fiú csak több mint ötven fejezet után lép ismét színre.

## Külső hivatkozások
- Ucsiha Szaszuke a Leafninja.com oldalain (angolul)
- Ucsiha Szaszuke a Narutopedia oldalain Archiválva 2009. január 29-i dátummal a Wayback Machine-ben (németül)
- Ucsiha Szaszuke a Narutopedia (Wikia Entertainment) oldalain (angolul)